# Wales (Wisconsin)
Wales és una població dels Estats Units a l'estat de Wisconsin. Segons el cens del 2000 tenia 2.523 habitants.

## Demografia
Segons el cens del 2000, Wales tenia 2.523 habitants, 846 habitatges, i 731 famílies. La densitat de població era de 399,2 habitants per km².
Dels 846 habitatges en un 46,2% hi vivien nens de menys de 18 anys, en un 76,7% hi vivien parelles casades, en un 7% dones solteres, i en un 13,5% no eren unitats familiars. En el 10,2% dels habitatges hi vivien persones soles el 2,7% de les quals corresponia a persones de 65 anys o més que vivien soles. El nombre mitjà de persones vivint en cada habitatge era de 2,98 i el nombre mitjà de persones que vivien en cada família era de 3,2.
Per edats la població es repartia de la següent manera: un 30,3% tenia menys de 18 anys, un 7,3% entre 18 i 24, un 29% entre 25 i 44, un 29,2% de 45 a 60 i un 4,2% 65 anys o més.
L'edat mediana era de 37 anys. Per cada 100 dones de 18 o més anys hi havia 101,4 homes.
La renda mediana per habitatge era de 75.000 $ i la renda mediana per família de 77.468 $. Els homes tenien una renda mediana de 50.609 $ mentre que les dones 35.268 $. La renda per capita de la població era de 26.712 $. Cap de les famílies i el 0,2% de la població estaven per davall del llindar de pobresa.

## Poblacions més properes
El següent diagrama mostra les poblacions més properes.